# Kenjon Barner
(en) Statistiques sur pro-football-reference
Kenjon Fa'terrel Barner, né le 28 avril 1989 au Lynwood, est un sportif professionnel américain de football américain ayant joué au poste de running back dans la National Football League (NFL) pendant 10 saisons (2013-2022).
Au niveau universitaire, il a joué pour les Ducks de l'université de l'Oregon pendant quatre saisons. Il y est reconnu joueur All-American et est sélectionné dans la première équipe de la Pacific-12 Conference au terme de la saison 2012. Il participe à quatre bowls universitaires, perdant le Rose Bowl 2010 17 à 26 contre Ohio State et la BCS National Championship Game 2011 22 à 19 contre Auburn mais remportant le Rose Bowl 2012 45 à 38 contre Wisconsin et le Fiesta Bowl 2013 35 à 17 contre Kansas State.
Il est ensuite sélectionné en 182e choix global lors du 6e tour de la draft 2013 de la NFL par la franchise des Panthers de la Caroline où il ne reste qu'une saison. Il change ensuite régulièrement d'équipe au cours de sa carrière, repris soit dans les effectifs principaux ou les équipes d'entraînement.
Entre 2017 et 2020, il remporte trois Super Bowl avec trois équipes différentes : le Super Bowl LII avec les Eagles de Philadelphie, le Super Bowl LIII avec les Patriots de la Nouvelle-Angleterre et le Super Bowl LV avec les Buccaneers de Tampa Bay. Il compte ainsi trois bagues du Super Bowl à son palmarès.